# Communauté de communes de la Région de Condrieu
Die Communauté de communes de la Région de Condrieu ist ein ehemaliger französischer Gemeindeverband mit Rechtsform einer Communauté de communes im Département Rhône, dessen Verwaltungssitz sich in dem Ort Condrieu befand. Sein Gebiet lag etwa 25 km südlich von Lyon an der Südspitze des Départements und erstreckte sich vom rechten Ufer der Rhone beginnend westwärts bis in die Ausläufer des Mont Pilat hinein. Im Norden begrenzte der Fluss Gier die Mitgliedsgemeinden. Der 1994 gegründete Gemeindeverband bestand aus 11 Gemeinden auf einer Fläche von 129,8 km2, sein Präsident war Gérard Banchet.

## Aufgaben
Zu den vorgeschriebenen Kompetenzen gehörten die Entwicklung und Förderung wirtschaftlicher Aktivitäten und des Tourismus sowie die Raumplanung auf Basis eines Schéma de Cohérence Territoriale. Der Gemeindeverband bestimmte die Wohnungsbaupolitik und betrieb die Müllabfuhr und ‑entsorgung sowie die Straßenmeisterei.

## Historische Entwicklung
Mit Wirkung vom 1. Januar 2018 fusionierte der Gemeindeverband mit der Communauté d’agglomération du Pays Viennois (auch: VienneAgglo genannt) aus dem benachbarten Département Isère und bildete so die Nachfolgeorganisation Communauté d’agglomération Vienne Condrieu.`

## Ehemalige Mitgliedsgemeinden
Folgende 11 Gemeinden gehörten der Communauté de communes de la Région de Condrieu an:
| Gemeinde               | Einwohner 1. Januar 2022 | Fläche km² | Dichte Einw./km² | Code INSEE | Postleitzahl |
| ---------------------- | ------------------------ | ---------- | ---------------- | ---------- | ------------ |
| Ampuis                 | 2.760                    | 15,57      | 177              | 69007      | 69420        |
| Condrieu               | 3.945                    | 9,21       | 428              | 69064      | 69420        |
| Échalas                | 1.940                    | 20,95      | 93               | 69080      | 69700        |
| Les Haies              | 739                      | 15,97      | 46               | 69097      | 69420        |
| Loire-sur-Rhône        | 2.736                    | 16,60      | 165              | 69118      | 69700        |
| Longes                 | 951                      | 24,06      | 40               | 69119      | 69420        |
| Saint-Cyr-sur-le-Rhône | 1.273                    | 6,02       | 211              | 69193      | 69560        |
| Sainte-Colombe         | 1.994                    | 1,60       | 1.246            | 69189      | 69560        |
| Saint-Romain-en-Gier   | 598                      | 4,05       | 148              | 69236      | 69700        |
| Trèves                 | 723                      | 7,56       | 96               | 69252      | 69420        |
| Tupin-et-Semons        | 650                      | 8,26       | 79               | 69253      | 69420        |